# Kraftpåverkad zon
Kraftpåverkad zon är den delen av en konstruktion som tar upp en belastning. 
I ett cykelhjul är det fälgen som tar upp belastningen, som fördelas på ekrarna. I ett normalstort cykelhjul med 32 eller 36 ekrar, omfattar den kraftpåverkade zonen ca 4 ekrar, som då får ta upp all belastning från fälgen.